# Цзиньчэнцзян
Цзиньчэнцзя́н (кит. упр. 金城江, пиньинь Jīnchéngjiāng) — район городского подчинения городского округа Хэчи Гуанси-Чжуанского автономного района (КНР).

## История
Ещё во времена империи Сун здесь появился уезд Хэчи (河池县). Во времена империи Мин он был в 1504 году поднят в статусе, став Хэчиской областью (河池州). После Синьхайской революции в Китае была проведена реформа структуры административного деления, в ходе которой области были упразднены, и в 1912 году Хэчиская область была вновь преобразована в уезд Хэчи.
После вхождения этих мест в состав КНР в конце 1949 года был образован Специальный район Цинъюань (庆远专区), и уезд вошёл в его состав. Уже в феврале 1950 года Специальный район Цинъюань был переименован в Специальный район Ишань (宜山专区).
В декабре 1952 года в провинции Гуанси был создан Гуйси-Чжуанский автономный район (桂西壮族自治区), и Специальный район Ишань вошёл в его состав. В 1956 году Гуйси-Чжуанский автономный район был переименован в Гуйси-Чжуанский автономный округ (桂西僮族自治州). В 1958 году автономный округ был упразднён, а вся провинция Гуанси была преобразована в Гуанси-Чжуанский автономный район; Специальный район Ишань был при этом расформирован, и уезд перешёл в состав Специального района Лючжоу (柳州专区).
В 1965 году был образован Специальный район Хэчи (河池专区), и уезд перешёл в его состав.
В сентябре 1971 года Специальный район Хэчи был переименован в Округ Хэчи (河池地区).
Постановлением Госсовета КНР от 8 октября 1983 года уезд Хэчи был преобразован в городской уезд Хэчи (河池市).
Постановлением Госсовета КНР от 18 июня 2002 года были расформированы Округ Хэчи и городской уезд Хэчи, и образован городской округ Хэчи; территория бывшего городского уезда Хэчи стала районом Цзиньчэнцзян в его составе.

## Административное деление
Район делится на 1 уличный комитет, 7 посёлков и 4 волости.